# Argente
Argente est une commune d’Espagne, dans la province de Teruel, communauté autonome d'Aragon comarque de Teruel.

## Démographie
En 2022, elle comptait 208 habitants sur une superficie de 62,58 km².